# John McCurdy
John McCurdy (Yarrawonga, 13 maggio 1960) è un ex tennista australiano.

## Carriera
Fa il suo esordio nei tornei dello Slam durante gli Australian Open 1982 dove riesce a raggiungere il terzo turno in singolare, sconfitto da John Sadri, e gli ottavi di finale nel doppio in coppia con Peter Johnston.
L'anno dopo riesce a fare meglio sull'erba di Wimbledon, entra nel tabellone principale come lucky loser e riesce a sorpresa ad avanzare fino agli ottavi di finale eliminando i più quotati Juan Avendaño, Claudio Panatta e Cássio Motta per poi soccombere alla sedicesima testa di serie Tim Mayotte. È stata solo la terza occasione in cui un lucky loser è riuscito a vincere tre incontri nel tabellone principale di uno Slam.
Ha raggiunto una finale nel circuito principale, al Melbourne Indoor 1984 in coppia con Peter Johnston, ma ne sono usciti sconfitti.

## Statistiche

### Doppio

#### Finali perse (1)
| Numero | Anno | Torneo                      | Superficie    | Compagno       | Avversari in finale        | Punteggio |
| 1.     | 1984 | Melbourne Indoor, Melbourne | Sintetico (i) | Peter Johnston | Broderick Dyke Wally Masur | 2–6, 3–6  |